# Wypadnięcie pępowiny

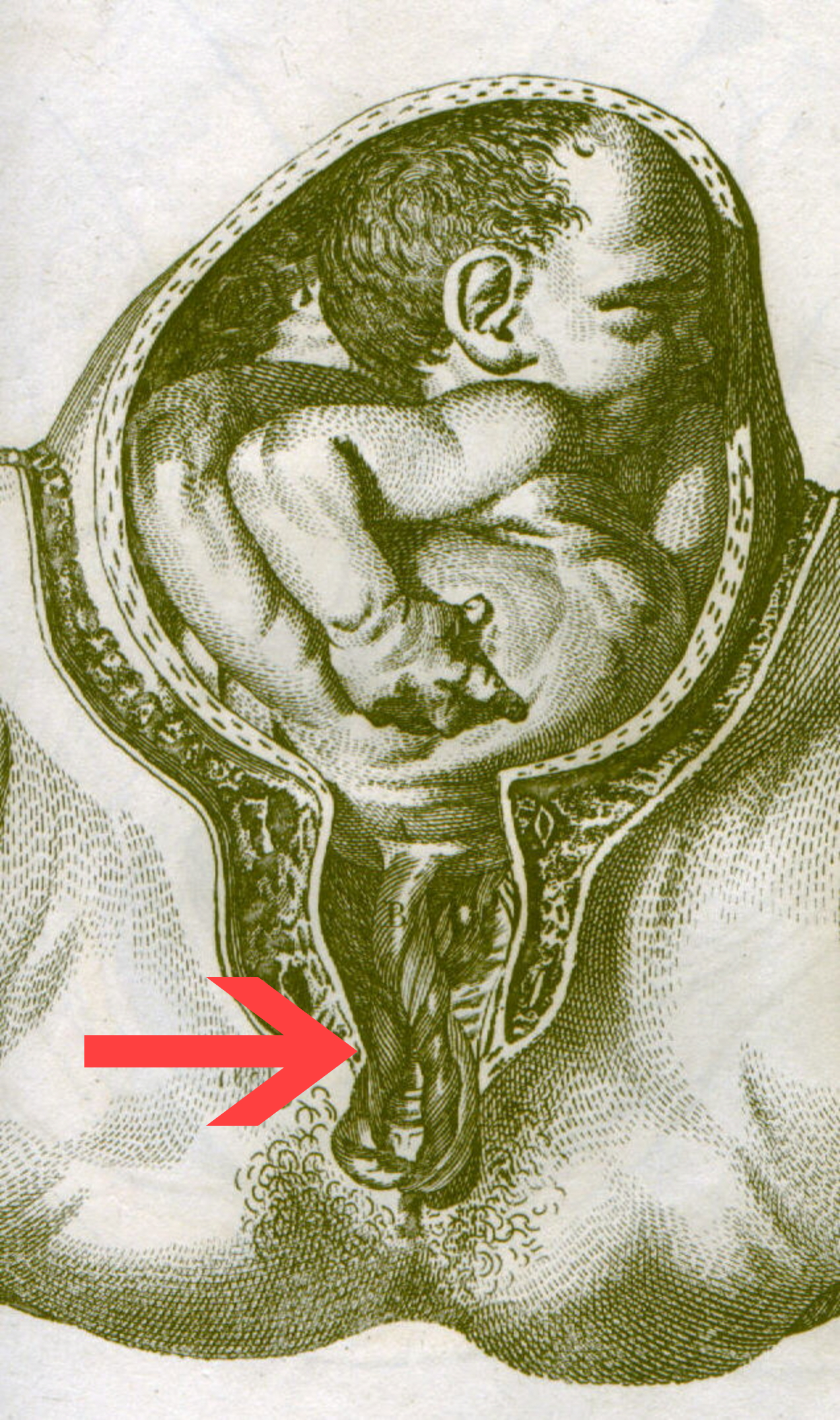
Wypadnięcie pępowiny według Williama Smellie (1792)

Wypadnięcie pępowiny – rzadkie powikłanie w czasie porodu zagrażające życiu płodu. Wypadnięta pępowina jest uciskana przez płód, co powoduje zatrzymanie zaopatrzenia płodu w utlenowaną krew (po przejściu przez łożysko). W wyniku tego dochodzi do szybkiego, postępującego zagrożenia życia płodu. Występuje w 0,14–0,62% porodów. Najkorzystniejsze dla płodu jest wykonanie natychmiastowego cięcia cesarskiego, przed pełnym rozwarciem szyjki macicy. W celu zmniejszenia nacisku na pępowinę układa się rodzącą w pozycji z wysokim uniesieniem miednicy oraz powstrzymuje się część przodującą rękami badającego.
Wyróżnia się wypadnięcie jawne (gdy pępowina znajduje się przed częścią przodującą płodu) i ukryte (gdy pępowina znajduje się pomiędzy częścią przodującą a miejscem jej zetknięcia z miednicą i nie jest dostępna w badaniu wewnętrznym). Jeśli sytuacja zachodzi przed pęknięciem błon płodowych, to taki stan określa się jako przodowanie pępowiny.

## Czynniki ryzyka
Do czynników ryzyka zalicza się:
- zaburzenia ułożenia i położenia płodu[4][5][6]
- ciążę mnogą[3][4][6][7][8]
- niską masę urodzeniową[4], poród przedwczesny[4][6]
- wielodzietność[4]
- manipulacje położnicze
- wielowodzie[9]
- wady rozwojowe lub blizny macicy
- długą i cienką pępowinę
- spontaniczne przerwanie błon płodowych[10]

## Rozpoznanie
Wypadnięcie pępowiny podejrzewa się w każdym przypadku nieprawidłowego rytmu serca płodu występującego po przerwaniu błon płodowych. Do najczęściej obserwowanych nieprawidłowości należy bradykardia, rzadziej występują głębokie zmienne deceleracje. Zarówno w przypadku pęknięcia błon płodowych, jak i przy zaburzeniach czynności serca płodu wykonuje się badanie wewnętrzne, które może pozwolić na rozpoznanie. W skrajnych przypadkach pępowina może być widoczna w sromie.

## Rokowanie
Śmiertelność wśród płodów w przypadku wypadnięcia pępowiny wynosi 20–25%. Rokowanie jest zależne od szybkości ustalenia rozpoznania i zakończenia porodu. Źle rokuje wcześniactwo, obecność zielonych wód płodowych, słabe tętnienie naczyń pępowinowych i zaburzenia czynności serca płodu.